# Boško Šutalo
Boško Šutalo (* 1. Januar 2000 in Metković) ist ein kroatischer Fußballspieler, der seit Juli 2024 beim belgischen Erstdivisionär Standard Lüttich unter Vertrag steht.

## Karriere

### Verein
Boško Šutalo wurde im südkroatischen Metković geboren und begann seine fußballerische Ausbildung beim NK Neretva Metković, bevor es ihm im Jahr 2015 in die Jugend des RNK Split zog. Zwei Jahre später wechselte er in die Nachwuchsabteilung des NK Osijek,  wo er zur Saison 2018/19 in die Reservemannschaft befördert wurde, welche in der zweithöchsten kroatischen Spielklasse spielte. Sein Debüt gab der Innenverteidiger am 25. August 2018 (1. Spieltag) beim 2:2-Unentschieden gegen den HNK Šibenik. Er etablierte sich rasch als Stammspieler beim NK Osijek II. Am 13. Oktober (8. Spieltag) erzielte er beim 3:0-Heimsieg gegen den NK Varaždin sein erstes Tor für die Reserve. Im Anschluss an diese Partie wurde er in die erste Mannschaft befördert. Sein erstes Spiel in der 1. HNL bestritt er eine Woche später (11. Spieltag) beim 4:1-Auswärtssieg gegen den NK Rudeš. In den nächsten Monaten kam er nur sporadisch in der ersten Mannschaft zum Einsatz, zum Saisonende drang er jedoch in die Startformation der Bijelo-plavi vor. Insgesamt bestritt er in dieser Spielzeit 12 Ligaspiele für die erste und zehn Ligaspiele (ein Tor) in der zweiten Mannschaft. In der folgenden Saison 2019/20 behielt er seinen Status als Stammspieler bei und absolvierte bis zum Jahresende 16 Ligaspiele.
Am 30. Januar 2020 wechselte Boško Šutalo für eine Ablösesumme in Höhe von fünf Millionen Euro zum italienischen Erstligisten Atalanta Bergamo, wo er einen 4-1/2-Jahres-Vertrag unterzeichnete. Wegen einer Knöchelverletzung verpasste er bis zur Zwangspause aufgrund der COVID-19-Pandemie sämtliche Pflichtspiele von La Dea. Im Sommer 2021 folgte dann eine Ausleihe zum Ligarivalen Hellas Verona.
Im Juli 2022 wechselte er zurück nach Kroatien zu Dinamo Zagreb. In der Saison 2022/23 kam er auf vier Ligaspiele mit einem geschossenen Tor und vier Spiele in der Qualifikation zur Champions League. Nach einem Wadenbeinbruch Anfang September 2022 wurde er im Rest der Saison nicht mehr eingesetzt. In der nächsten Saison kam er auf zehn Ligaspiele, drei Pokalspiele und sechs Spiele im Europapokal. In beiden Jahren wurde er mit Dinamo Zagreb kroatischer Meister. Dazu wurde er in der Saison 2023/24 kroatischer Pokalsieger.
Anfang Juli 2024 wechselte er zum belgischen Erstdivisionär Standard Lüttich, bei dem er einen Vertrag mit einer Laufzeit von fünf Jahren unterschrieb. In seiner ersten Saison dort kam er auf 25 von 40 möglichen Ligaspielen, in denen er ein Tor schoss, sowie zwei Pokalspiele.

### Nationalmannschaft
Boško Šutalo bestritt im April 2016 drei Länderspiele für die kroatische U-16-Nationalmannschaft. Im März und Mai 2018 kam er drei Mal für die U-18 zum Einsatz, in denen er einen Torerfolg verbuchen konnte. Zwischen Oktober 2018 und März 2019 absolvierte er neun Länderspiele für die U-19, in denen er drei Tore erzielte. Šutalo war von September 2019 bis  März 2022 kroatischer U-21-Nationalspieler und erzielte dabei in 19 Partien einen Treffer. Dabei gehörte er auch zum Kader in der U 21-Europameisterschaft 2021 und spielte dort im Viertelfinale.

## Erfolge
- Kroatischer Meister: 2022/23, 2023/24
- Kroatischer Pokalsieger: 2023/24